# قائمة الطيور في الجزائر
هذه قائمة من أنواع الطيور المسجلة في الجزائر. يتضمن من الجزائر ما مجموعه 397 نوعا، منها 1 متوطن، وأدخلت 4 من قبل البشر، و 13 نادرة أو عرضي. واستأصل 8 الأنواع المدرجة في الجزائر والتي لم تدرج في عدد الأنواع. مهددة عالميا 12 نوعا.

## جدول يمثل الطيور الموجودة على التراب الجزائري
| الصورة | الاسم             | الاسم العلمي          | الفصيلة (العائلة) |
| ------ | ----------------- | --------------------- | ----------------- |
|        | المقنينشرشوريات   | Carduelis carduelis   |                   |
|        | النعام            | Ostriches             |                   |
|        | حجل               | Alectoris-chukar      |                   |
|        | تبُّـــوب           | Common Hoopoe         |                   |
|        | بـرارج            | Stork (Palic, Serbia) |                   |
|        | عقاب              | Circaetus gallicus    |                   |
|        | كَاسِرُ الجوزِ القَبَلّيِّ | Sitta ledanti         |                   |
|        | سمان              | Coturnix coturnix     |                   |